# Italialbunea
Italialbunea is een geslacht van uitgestorven kreeftachtigen uit de klasse van de Malacostraca (hogere kreeftachtigen).

## Soort
- Italialbunea lutetiana (Beschin & De Angeli, 1984) †